# Mohammed Diarra
Mohamed Lamine Diarra (ur. 20 czerwca 1992 w Konakry) – gwinejski piłkarz występujący na pozycji pomocnika.

## Kariera klubowa
Diarra profesjonalną karierę piłkarską rozpoczął we francuskim klubie PSG, w którym jednak występował tylko w rezerwach i nigdy nie zagrał w ligowym meczu pierwszej drużyny. Latem 2012 roku został graczem Odense BK. Następnie grał w takich klubach jak: Nykøbing FC, Ałtaj Semej, FK Taraz, Vendsyssel FF i Hvidovre IF.

## Kariera reprezentacyjna
W reprezentacji Gwinei zadebiutował 24 marca 2013 roku w meczu eliminacji mistrzostw świata przeciwko Mozambikowi. Na boisku pojawił się w 61 minucie meczu.